# Der Mann mit der Kamera (1929)
Der Mann mit der Kamera (russisch Человек с киноаппаратом) ist ein experimenteller sowjet-ukrainischer Dokumentarfilm von Dsiga Wertow aus dem Jahr 1929. Der Stummfilm kommt komplett ohne Zwischentitel aus. Er zeigt das alltägliche Leben in den damaligen Sowjet-Städten Kiew, Charkow und Odessa.
„Der Mann mit der Kamera“ besitzt eine große Bedeutung für die Filmgeschichte, da Wertow mit der Produktion dieses Films eine Vielzahl von Filmtechniken erfand bzw. erstmals einsetzte oder entscheidend weiterentwickelte, darunter Mehrfachbelichtung, Zeitlupe und Zeitraffer, Freeze Frame, Match Cut, Jump Cut, Split Screen, Dutch Angle, Detailaufnahme, Kamerafahrt, rückwärts abgespieltes Filmmaterial, Stop-Motion-Animation und selbstreflexive Einstellungen sowie das allgemeine reflexive Konzept.
Der Film wurde von Zuschauern und Kritikern zunächst größtenteils negativ aufgenommen, kritisiert wurden allen voran das Fast Cutting, die Metafiktion und dass der Inhalt für die Form vernachlässigt worden wäre. Mittlerweile wird der Film aber meist für die Erfindung vieler filmischer Stilmittel wertgeschätzt sowie allgemein dafür, „seiner Zeit weit voraus“ gewesen zu sein. In der Sight & Sound-Umfrage von 2012 wurde der Film von Kritikern auf Platz 8 der besten Filme aller Zeiten gewählt und später vom selben Magazin auch die „beste Dokumentation aller Zeiten“ genannt. In der 2021 erstellten Liste der 100 besten Filme in der Geschichte des ukrainischen Kinos landete der Film auf dem dritten Platz.

## Inhalt
Der Film zeigt den Tag in einer sowjetischen Großstadt (gedreht wurde in Kiew, Moskau und Odessa), beginnend mit den Aktivitäten im öffentlichen Raum, parallel dazu im privaten Bereich. Die schnell geschnittenen Szenen decken den gesamten Zeitraum der Ereignisse des öffentlichen Lebens und der Arbeitswirklichkeit des Einzelnen während eines Tages ab bis zum Abend, wenn das geschäftige Treiben sich verlangsamt und für den Durchschnittsmenschen der Feierabend mit seinen Freizeitaktivitäten beginnt und erstrecken sich bis auf die Vergnügungen der hereinbrechenden Nacht. Teil vieler Szenen ist dabei ein filmender Reporter. Daneben werden auch Wendepunkte des menschlichen Daseins – Hochzeit, Scheidung, Geburt, Tod – schlaglichtartig eingeblendet.
Nach einem „Tanz“ der Kamera auf den Beinen des Stativs werden in einem Resümee noch einmal alle wichtigen Einstellungen des Films wiederholt. Hierbei wird auch mehrfach an die Arbeit im Schneideraum erinnert, die den Film als solchen erst hervorbringt.

## Kontext
Für die russische Gesellschaft bedeuteten die 1920er Jahre eine Zeit des Umbruchs. Die Februar- und Oktoberrevolution von 1917 hatten die russischen Herrschaftsverhältnisse grundlegend verändert. Das vormals zaristische Russland verwandelte sich in die Union der Sozialistischen Sowjetrepubliken. Die Umsturzdekrete der Bolschewiki führten zur Enteignung des privaten Grundbesitzes und zur Verstaatlichung der Industrie. Der Marxismus wurde grundlegende Philosophie politischer und sozialer Entscheidungen.
In dieser Zeit des gesellschaftlichen Umbruchs waren sich die russischen Filmemacher ihrer Bilder schaffenden Kraft bewusst. Sie nutzten das Medium Film, um die sozialistische Gesellschaftskonstruktion in Szene zu setzen, und erachteten dies gar als eigentliche Intention von Film und Kino. Unter anderem Dsiga Wertows Schriften zum Film zeugen durchweg von dieser Absicht einer sozialistischen Funktionalität des Kinos.

## Wertow und Ruttmann
Häufig wird „Der Mann mit der Kamera“ mit dem Film Berlin: Die Sinfonie der Großstadt von Walther Ruttmann verglichen, der zwei Jahre früher veröffentlicht wurde. Da man Gemeinsamkeiten feststellt, wird gelegentlich Wertows Film als „Plagiat“ des Ruttmann-Werks bezeichnet.
Inhaltliche Parallelen liegen auf der Hand. Beide Filme stellen den typischen Tagesablauf in einer modernen Großstadt im ersten Drittel des 20. Jahrhunderts dar, der den inhaltlichen Verlauf in großen Zügen vorgibt. Ruttmann verzichtet aber darauf, das Tagesgeschehen auf den Bogen der menschlichen Existenz zu erweitern und bleibt im Stundenablauf. Weiterhin ist ihm das Mittel der Selbstdarstellung bzw. Selbstironie (Wertow macht sich gewissermaßen selbst zum Objekt der Dokumentation) fremd. Wertow stellt zusätzlich eine Art „Rahmenhandlung“ (Kinosaal, Filmorchester, Filmvorführer) dar und gibt dazu noch Auskunft über die Entstehung des Films im Schneideraum.
Neben thematischen Ähnlichkeiten gibt es auch stilistische Verwandtschaftsmerkmale. Nach Siegfried Kracauer „schneidet [Wertow wie Ruttmann] seine Dokumentaraufnahmen nach ihrem eigenen Rhythmus“ und „will optische Musik komponieren“. Die Ausgangsbasis für die Methode des „schnellen Schnitts“ war aber unterschiedlich.
Sie resultierte bei Ruttmann zunächst aus der „unersättlichen Gier“ seines
Kameramannes Karl Freund, der „Hunger auf Wirklichkeit“ hatte, weil er des Studiobetriebs überdrüssig war. Wertow dagegen war geprägt vom Format der Wochenschauen, die er seit Ende des russischen Bürgerkriegs produzierte, indem er der Forderung Lenins nachkam, dass „die Produktion neuer Filme, durchdrungen von kommunistischen Ideen, die die sowjetische Wirklichkeit widerspiegeln, mit Wochenschauen beginnen muß.“ (zit. n. Kracauer). Auf der Basis dieses Stils schuf er dann vor Ruttmann ab 1926 auch abendfüllende Filme.
Nach Kracauer ist demgemäß das Leben, das Wertow in seinen Filmen einfängt, das „sowjetische Leben“ nach einer „siegreichen Revolution“, während Ruttmanns Film eine Gesellschaft porträtiert, die der „Revolution mit Erfolg ausgewichen“ war und nur ein „substanzloses Konglomerat von Parteien und Idealen war“.
Ruttmann verwendet entsprechend die Darstellung sozialer Kontraste nur als formales Stilmittel, als Außenbetrachter eben. In Wertows Film ist der Kameramann jedoch Teil des „revolutionären Prozesses“, indem er Teil und Teilnehmer an der dargestellten Wirklichkeit ist, der sich auch gefährlichen Situationen (Stahlwerk, Bergbau, Fassadenbesteigung) stellt – selbst wenn er nur seine Kamera unter den Schienen eingräbt und sich nicht selbst dorthin postiert, um die Vorbeifahrt des Zuges zu dokumentieren.
So wie Ruttmanns Kamera in die irreale Welt der Schaufensterdekoration blickt, blickt der Regisseur selbst auf die Wirklichkeit der Großstadt – abgesondert, unbeteiligt, mit einem „Mangel an Betroffenheit“. Die von Wertow gezeigte Geburtsszene würde bei Ruttmann deplatziert wirken.
Während die Weimarer Republik praktisch keine ideologischen Anforderungen an die Filmindustrie stellte, waren sie gleichzeitig in der Sowjetunion hoch – so hoch, dass selbst ein aus Kracauers Sicht politisch engagierter Film in seinem Entstehungsland „als eine Erscheinung des Formalismus in der Filmkunst scharf kritisiert“ wurde, da er „ein Bild von der Arbeit eines Filmkameramannes, aber kein Bild vom Leben [in] der Sowjetunion am Ausgang der zwanziger Jahre vermittelt“.
Bei Ruttmann kann auch Kracauer keinen sozialen Anspruch erkennen. Die Zusammenarbeit Ruttmanns mit dem Komponisten Edmund Meisel, der eine Tonspur für den Film schuf, verstärken dessen formale Tendenzen. Wertow gibt in seinen Schriften nur Anleitungen zu einer Vertonung, die moderne Komponisten aufzugreifen versuchen.
Wertow holte sich allenfalls kleine Anregungen von Ruttmann (genannt werden immer wieder der „Tanz der Schreibmaschinentasten“ und andere kleinere Einstellungen). Er drehte einen neuen, in vieler Hinsicht (auch in Anwendung neuer technischer Mittel wie Doppelbelichtung, Überblendung, Rückwärtslauf, Standbild, Zeitlupe, Bildteilung, Bildoszillationen, Zeitraffer, Makroaufnahmen, Trickmontagen) moderneren und auch menschlicheren Film als Ruttmann.

## Wertows Blick auf Hitler
Eine der frühesten ausländischen Warnungen vor der Person Adolf Hitlers und dem deutschen Faschismus findet man an unauffälliger Stelle in diesem Film. Bei 56m 59s (oder 56m 41s, je nach Fassung) sieht man im Vergnügungspark eines Arbeiterklubs ein Mädchen an einem Schießstand auf eine blecherne Menschenfigur mit hohlwangigem Gesicht, Schnurrbart und schwarzen Haaren zielen, die einen Dolch in der Hand hält. Die Figur trägt einen Zylinder, an dem, um jeden Zweifel auszuschließen, ein Hakenkreuz befestigt ist.
Nach sorgfältigem Zielen (mehrfaches kurzes Aufblinken der Hitlerfigur) trifft das Mädchen genau ins Zentrum des Hakenkreuzes. Hierauf klappt im unteren Teil der Figur eine Blechtafel auf mit der kyrillischen Aufschrift Батько фашизму (wiss. Transliteration: Bat'ko Fašizmu), die im englischen Untertitel mit The Father of Fascism (in älteren Filmfassungen mit Uncle Fascism) wiedergegeben wird.
Zu diesem Zeitpunkt eine wahrhaft prophetische Szene.

## Die Kinoki
Die Kinoki verstanden sich als Opposition zu den „Kinematographisten“ und der ökonomischen, psychologischen und theatralisierten Konzeption der „Filmsache“. Der innere Kreis der Kinoki setzte sich aus dem „Rat der Drei“ zusammen, nämlich Dsiga Wertow, seinem Bruder, dem Kameramann Michail Kaufman und Wertows Frau, der Filmeditorin Jelisaweta Swilowa. Der Film sollte sich von den klassischen Stilmitteln wie Literatur oder Szenarium lösen und so eine eigenständige Sprache entwickeln. Das wirkliche Leben und die unverhoffte, weder geplante noch inszenierte Aufnahme war das Szenarium der Kinoki. In dem 1934 veröffentlichten Manifest „Kinoprawda“ schreibt Wertow:

„Nicht Kinoglas um des Kinoglas willen, sondern die Wahrheit mit den Mitteln des Kinoglas, das ist Kinoprawda. Nicht die unverhoffte Aufnahme um der unverhofften Aufnahme willen, sondern um die Menschen zu zeigen ohne Maske, ohne Schminke, sie mit den Augen des Apparates zu packen im Moment des Nichtspielens. Ihre vom Kinoglas bloßgestellten Gedanken zu lesen.“

Gleichzeitig ging Wertow jedoch davon aus, dass sich die ungeschminkten Aufnahmen zu einem Ideal montieren ließen, das die Gesellschaft in ihrer Lebensweise beeinflussen sollte. In Kinoki – Umsturz heißt es:

„Ich bin Kinoglas, ich schaffe einen Menschen, der vollkommener ist als Adam, ich schaffe Tausende verschiedene Menschen nach verschiedenen, vorher entworfenen Plänen und Schemata. […] Von einem nehme ich die stärksten und geschicktesten Hände, von einem anderen die schlanksten und schnellsten Beine, von einem dritten den schönsten und ausdruckvollsten Kopf und schaffe durch die Montage einen neuen, vollkommenen Menschen.“

Dieses Prinzip findet sich in Wertows Der Mann mit der Kamera. Indem er die Bilder dreier Städte – Kiew, Odessa und Moskau – zu einer idealen Stadt verdichtet, nähert er sich der Utopie. Das Erwachen dieser idealen Stadt ist dem Erwachen der sozialistischen Revolution gleichzusetzen.

## Bedeutung für die Filmtheorie
Der Mann mit der Kamera kann als poetischer Dokumentarfilm, als Querschnittsfilm, als politische Agitation oder auch als reflexiver Dokumentarfilm bezeichnet werden. Alle Bezeichnungen sind zutreffend und gerade dies stellt die Bedeutung von Der Mann mit der Kamera für die Filmtheorie heraus. Es ist jedoch zum großen Teil Wertows reflexives Konzept, die permanente Darstellung der Aufnahmesituation und der filmischen Konstruktion, die ihn seiner Zeit voraus erscheinen lassen.

## Uraufführung
Die offizielle Uraufführung war in Moskau am 19. April 1929 (Voraufführung in Kiew am 8. Januar 1929), die offizielle deutsche Erstaufführung war in Berlin am 2. Juli 1929 (Voraufführung am 3. Juni 1929 in Hannover).

## Filmmusik
Der Film wurde 1989 während des Europa Jazz Festival Du Mans aufgeführt, begleitet von der Jazzformation Un drame musical instantané (Jean-Jacques Birgé, Bernard Vitet, Francis Gorgé).
Nachdem bereits 1999 In the Nursery einen eigenen Soundtrack für den Film im Rahmen ihrer Optical Music Series veröffentlicht hatten, wurde die britische Band The Cinematic Orchestra von den Organisatoren des Festivals von Porto (der Kulturhauptstadt Europas des Jahres 2000) gebeten, eine neue Filmmusik zu produzieren und diese live während der Filmvorstellung zu spielen. Diese Arbeit unterschied sich von den sonstigen Kompositionen der Band wegen ihres Live-Charakters, der aufwändige Post-Produktionen wie beim Album „Motion“ nicht zuließ. The Cinematic Orchestra ging mit diesem Projekt auf Tour und veröffentlichte wenig später ein Album und die neu vertonte Version des Films unter dem englischen Namen „Man with a movie camera“. Viele der Live-Kompositionen, die ursprünglich für Der Mann mit der Kamera hergestellt worden waren, wurden von der Liveform auf Studioformat umgemischt, indem z. B. vokale und elektronische Elemente hinzugefügt wurden, und fanden Verwendung für das nächste Album „Every Day“.
Die heute verbreitetsten Ausgaben des Films verwenden den Soundtrack von Michael Nyman (2002). In der Arte Edition des Films stehen neben der Musik von Nyman wahlweise auch die Soundtracks von In the Nursery und von Werner Cee (Bern 2005) zur Verfügung.
Eine weitere sehr bekannte Filmmusik stammt vom Alloy Orchestra. Auch der französische Komponist Pierre Henry hat eine Vertonung komponiert.
Auch DJs vertonten den Filmklassiker neu. Der Leipziger SilentFilmDj D’dread vertonte den Film 2013 im Auftrag des XIX Street Theater Festival in Arkhangelsk. Sein DJ-Soundtrack mischt Elektronische Tanzmusik, Jazz und Downbeat Elemente. 2022 passte er für das at.tension Festival den Soundtrack einer 2021 von Silver Classics in Colour via YouTube veröffentlichen KI-kolorierten, Full HD Fassung des Films an.